# Kościół Narodzenia Najświętszej Maryi Panny w Sulisławicach (stary)
Kościół pw. Narodzenia Najświętszej Maryi Panny w Sulisławicach (stary) – rzymskokatolicki kościół w diecezji sandomierskiej, dekanacie Koprzywnica, parafii pw. Narodzenia NMP w Sulisławicach. Kościół pozostaje pod opieką księży zmartwychwstańców. Leży na odnodze Małopolskiej Drogi św. Jakuba (odcinek z Tarnobrzega do Rybnicy).
Kościół został zbudowany w 1 połowie XIII wieku. Szerokość pierwotnej romańskiej nawy wynosiła 6,70 m. Z pierwotnego kościoła zachowały się romańskie mury do wysokości 4 metrów. Na ścianie zachodniej zachowała się dekoracja w postaci rozetek plecionkowych. Zachował się romański portal południowy z XIII wieku (prawy wspornik zrekonstruowano po 1945 roku, a kule dodano w XVII wieku). W ścianie zachodniej zachowany jest dawny romański rozglifiony otwór okienny. W prezbiterium widoczny stipes ołtarza pochodzącego z pierwszej budowli. W 1326 roku wymieniono plebana Lambina. We współczesnym kształcie budynek poświęcony 24 VIII 1604 r. Nadbudowano wtedy mury romańskie. Remontowany w XVII i XVIII wieku – z tego okresu pochodzi wystrój wnętrza. W kościele wiszą dwa obrazy z 1646 roku: „Zaśnięcie Matki Bożej” i „Ukoronowanie Matki Bożej”. Polichromia wykonana została w wieku XX przez Bukowskiego. 
Kościół był początkowo kościołem parafialnym, do roku w 1888, kiedy wybudowano obok nową świątynię pod tym samym wezwaniem. W latach 1655–1888 znajdował się w nim obraz Matki Bożej Bolesnej, przeniesiony następnie do nowego kościoła parafialnego.
W zakrystii kościoła urządzono Izbę Pamięci organizacji „Odwet” i oddziału partyzanckiego „Jędrusie”.

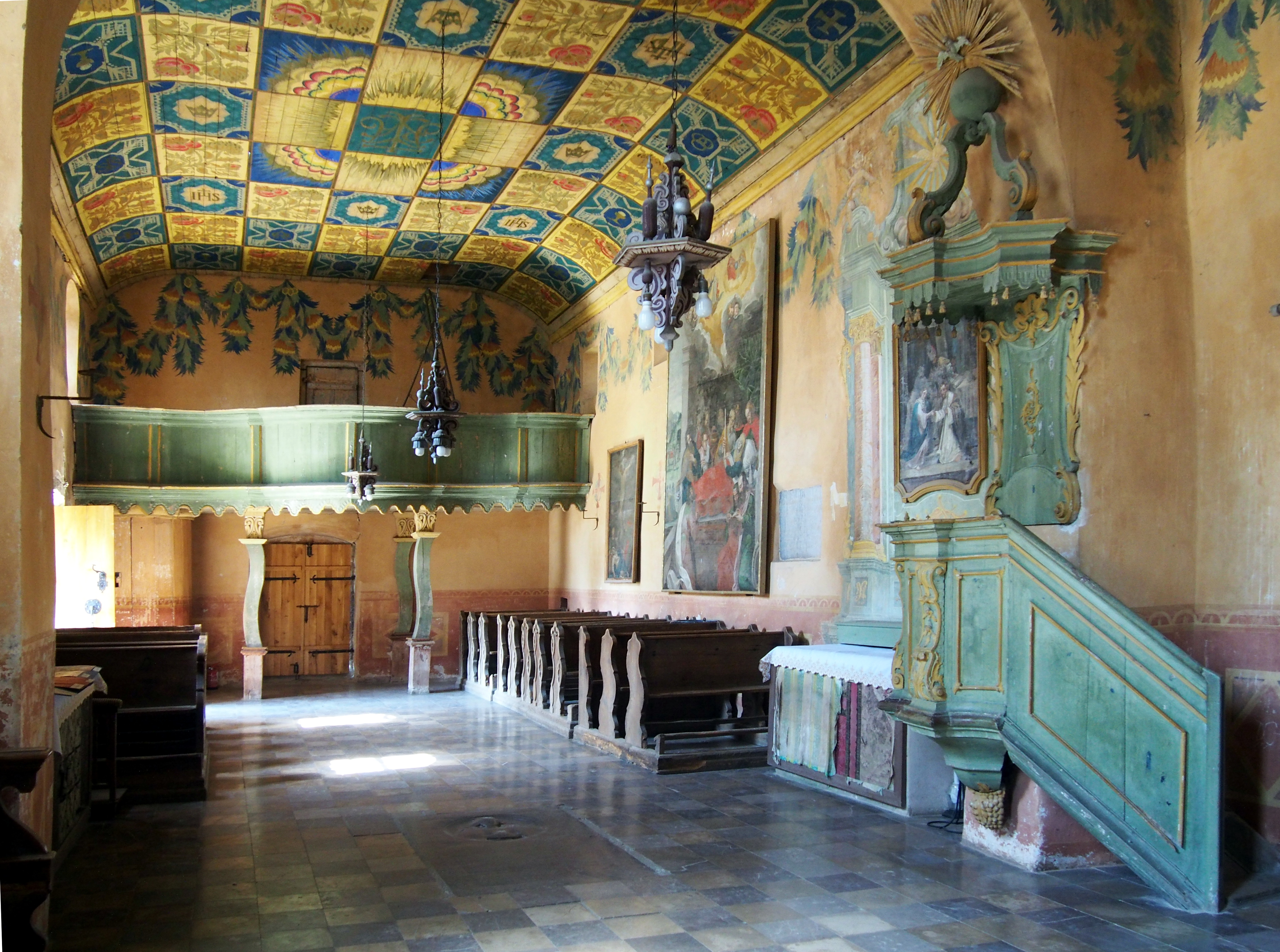
Wnętrze, chór
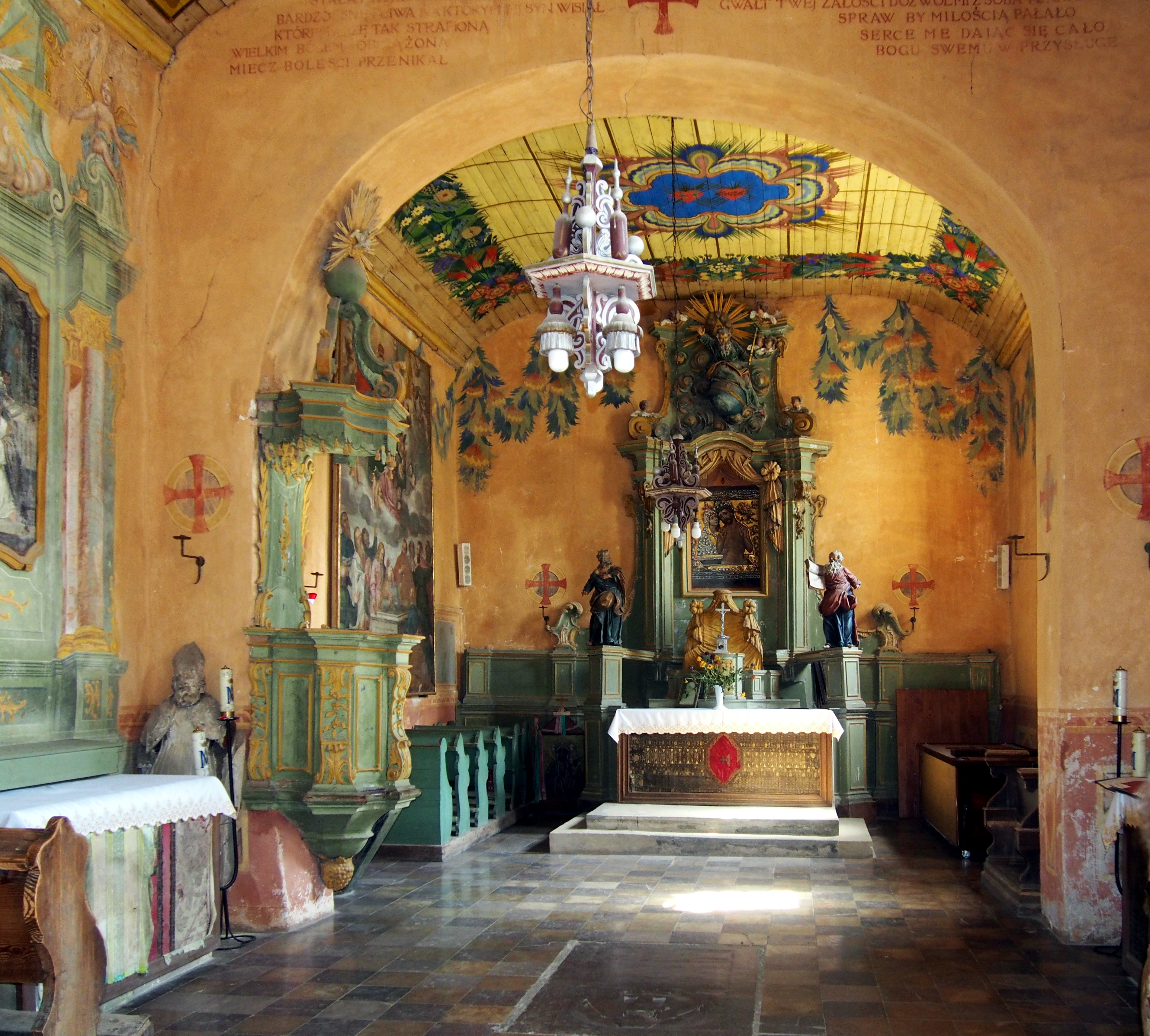
Nawa i ołtarz główny
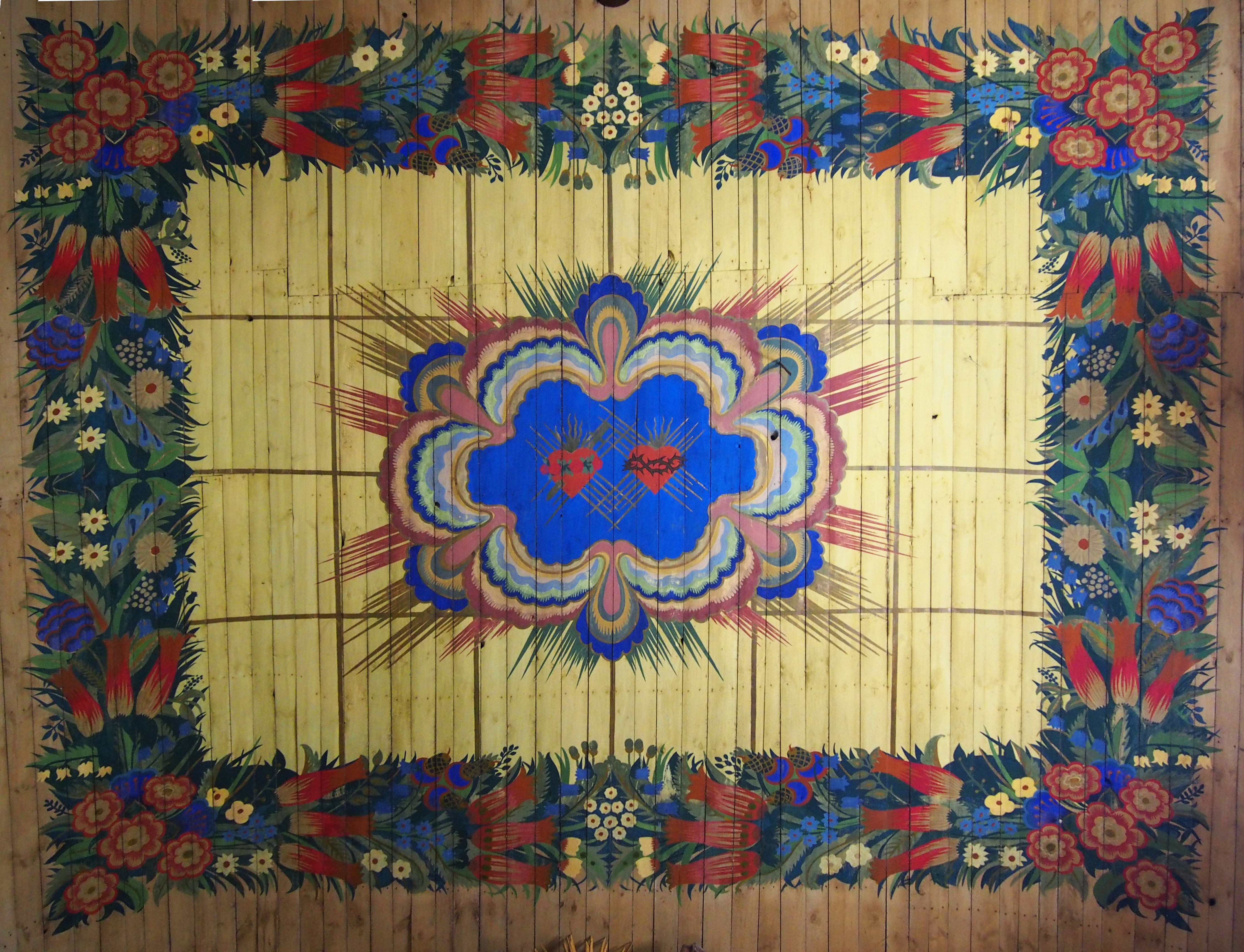
Sufit w prezbiterium
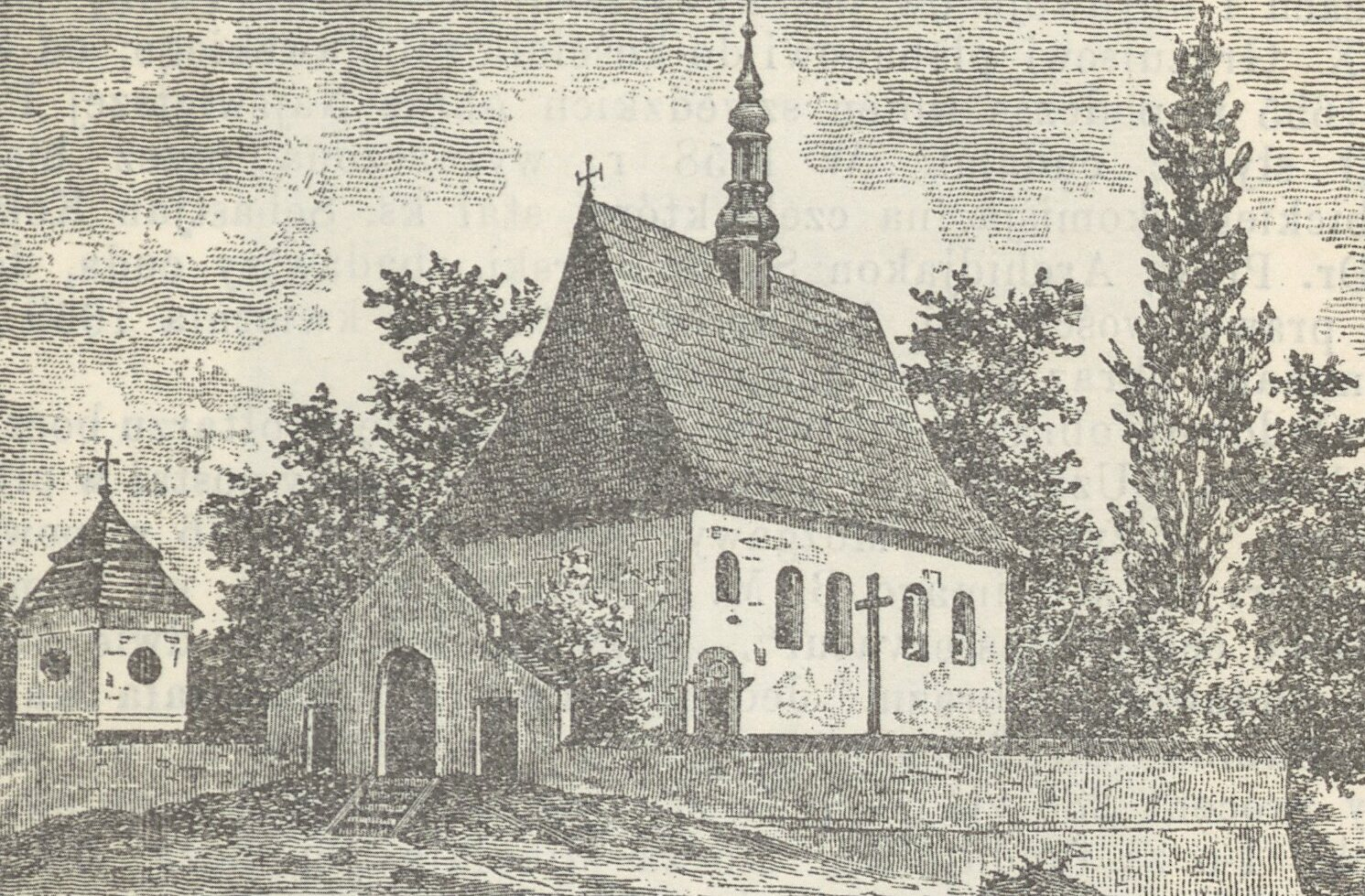
Kościół przed 1915